# Frederico Trotta

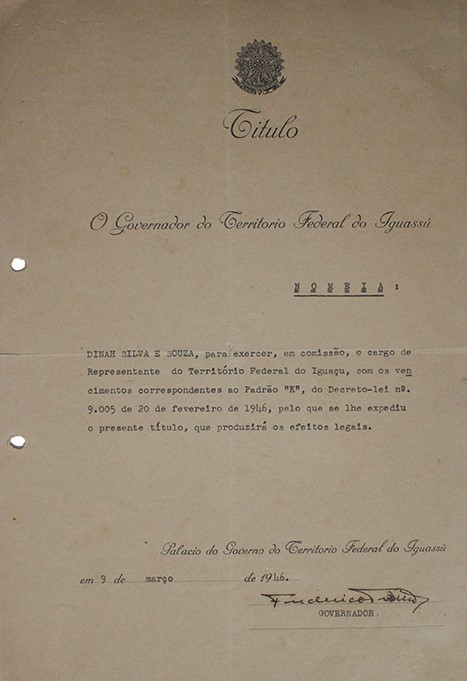
Um ato administrativo como governador territorial em 1946.

Frederico Trotta (Rio de Janeiro, 29 de agosto de 1899 – dezembro de 1980) foi um militar brasileiro, tendo sido o segundo governador do Território Federal do Iguaçu, nomeado em 7 de fevereiro de 1946, pelo presidente da República Eurico Gaspar Dutra, e o terceiro governador do Território Federal do Guaporé (atual Rondônia). Alcançou a patente de major. Tambem foi Vereador no Distrito Federal (Rio de Janeiro), deputado estadual pela Guanabara e pelo Estado do Rio de Janeiro, após a fusão.

## Biografia
Filho de Diomedes Trotta e Rosaria Arango Trotta. Formado pela Faculdade de Direito de Niterói em 10 de dezembro de 1936.

## Governo
Trotta planejou seu governo do Território focando três problemas básicos: educação, saúde e comunicações. O último, comunicações, foi o que Trotta priorizou, elaborando relatório sobre a situação das estradas e pontes da região, e indicando projetos para sua melhoria.
Contudo, Trotta tardou a instalar-se no Território do Iguaçu, chegando apenas um mês após sua nomeação.[carece de fontes?] Permaneceu no cargo por pouco mais de seis meses, quando em 18 de setembro de 1946, o Território do Iguaçu seria extinto pela Constituição brasileira de 1946. Um ano depois, foi nomeado governador do Território do Guaporé (atual Rondônia).
Em Guaporé, Trotta permaneceu no governo entre 31 de outubro de 1947, a 9 de junho de 1948. Criou o Curso Normal, em dezembro de 1947, a Casa do Menor Trabalhador e apoiou a colônia agrícola do Iata (na atual Guajará Mirim).
Após, se radicou no Rio de Janeiro, onde se elegeu vereador no então Distrito Federal, pelo PR, no pleito de 1950, reelegendo-se pelo PSD em 1954 e 1958; Em 1966, se elegeu deputado estadual pela Guanabara, na legenda do MDB, sendo reeleito com votações crescentes, em 1970 e 1974; novamente reelegeu-se em 1978, no unificado Estado do Rio de Janeiro, após a fusão, pelo MDB, com 18.706 votos, exercendo o mandato até sua morte, em 1980.
Seu filho Diofrildo Trotta foi tambem vereador do Município do Rio de Janeiro, entre 1977 e 1983, e seu neto Leonel Dallalana Trotta, vereador entre 1983 e 1989.

## Livros Publicados
- Breviario do Recruta (de infantaria)

(Oficio n342 de 31-VIII-39 do comando da 4a. R.M.), ano 1940.
- Trotta, Frederico. História do Duque de Caxias Ed. Imprensa militar, ano 1956.
- O Talismã do Cabo Pierre Ed. Vecchi, ano 1957.
- Mãe! - Antologia Sentimental Ed. Vecchi, ano 1957.
- Meu Pai, Meu Bom Amigo (Antologia Sentimental) Ed. Vecchi, ano 1957.
- Um roseiral para alegrar a vista Ed. Vecchi, ano 1957.
- A Fundação da Cidade do Rio de Janeiro Ed. Prefeitura do Distrito Federal, ano 1957.
- O Sistema Parlamentar Brasileiro Ed. Vecchi, ano 1961.
- Poetas cariocas em quatrocentos anos Ed. Vecchi, ano 1966.
- Manual de Política Contemporânea Ed. Leitura, ano 1967.